# Église Saint-Julien de Vallant-Saint-Georges

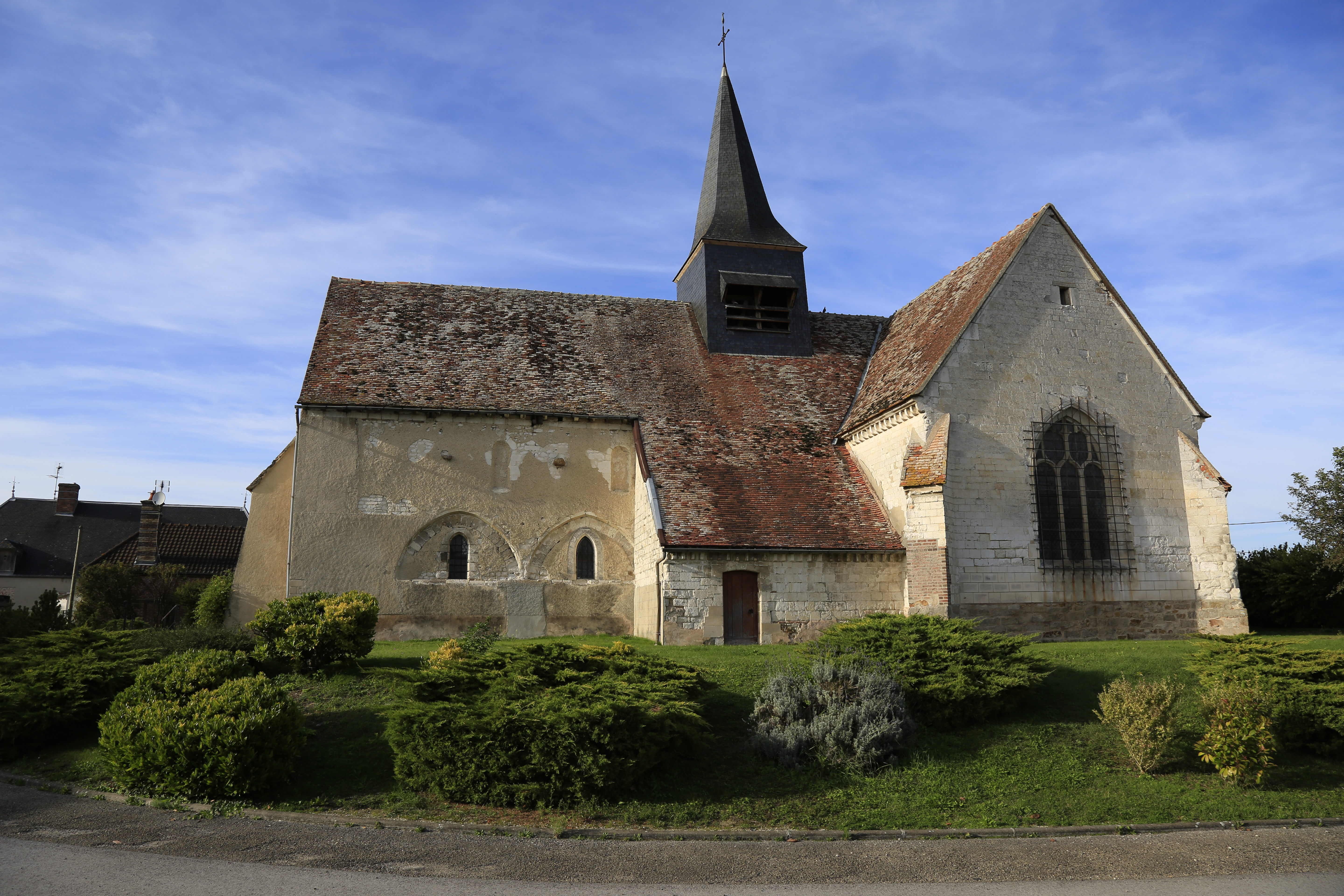
Vallant-Saint-Georges l'église.

L'église Saint-Julien est une église située à Vallant-Saint-Georges, en France.

## Description
L'église, en forme de croix latine orientée, fait 27,5 m de longueur pour 19,4 m de largeur au transept ; la nef a une hauteur de 7 mètres.
Les fonts baptismaux sont en calcaire taillé pour le pied et en marbre noir veiné pour la cuve. Un groupe sculpté représente l'apparition du Christ à Marie et deux anges en marbre blanc et dorures.
Sur l'extérieur de l'église, se lisent des inscriptions l'une en latin, illisible, et l'autre, il y a eu un cher temps, en les deux années de 1693 et 1694, le vetebo de froment a vallu 3, 4, 5, 6, 18 et le seigle 40 et 50, signé Vedot.

## Localisation
L'église est située sur la commune de Vallant-Saint-Georges, dans le département français de l'Aube.

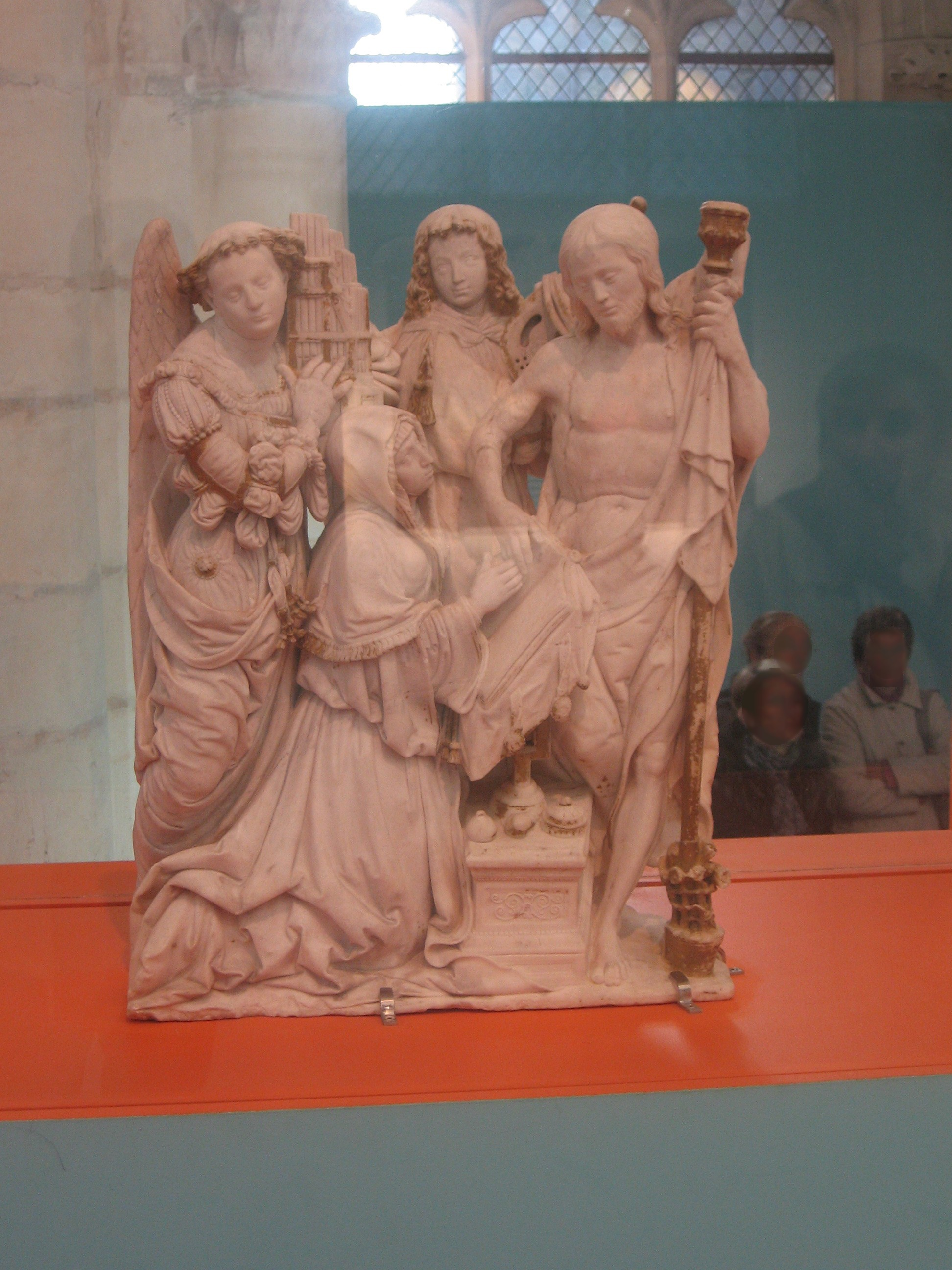
Apparition du Christ[4],
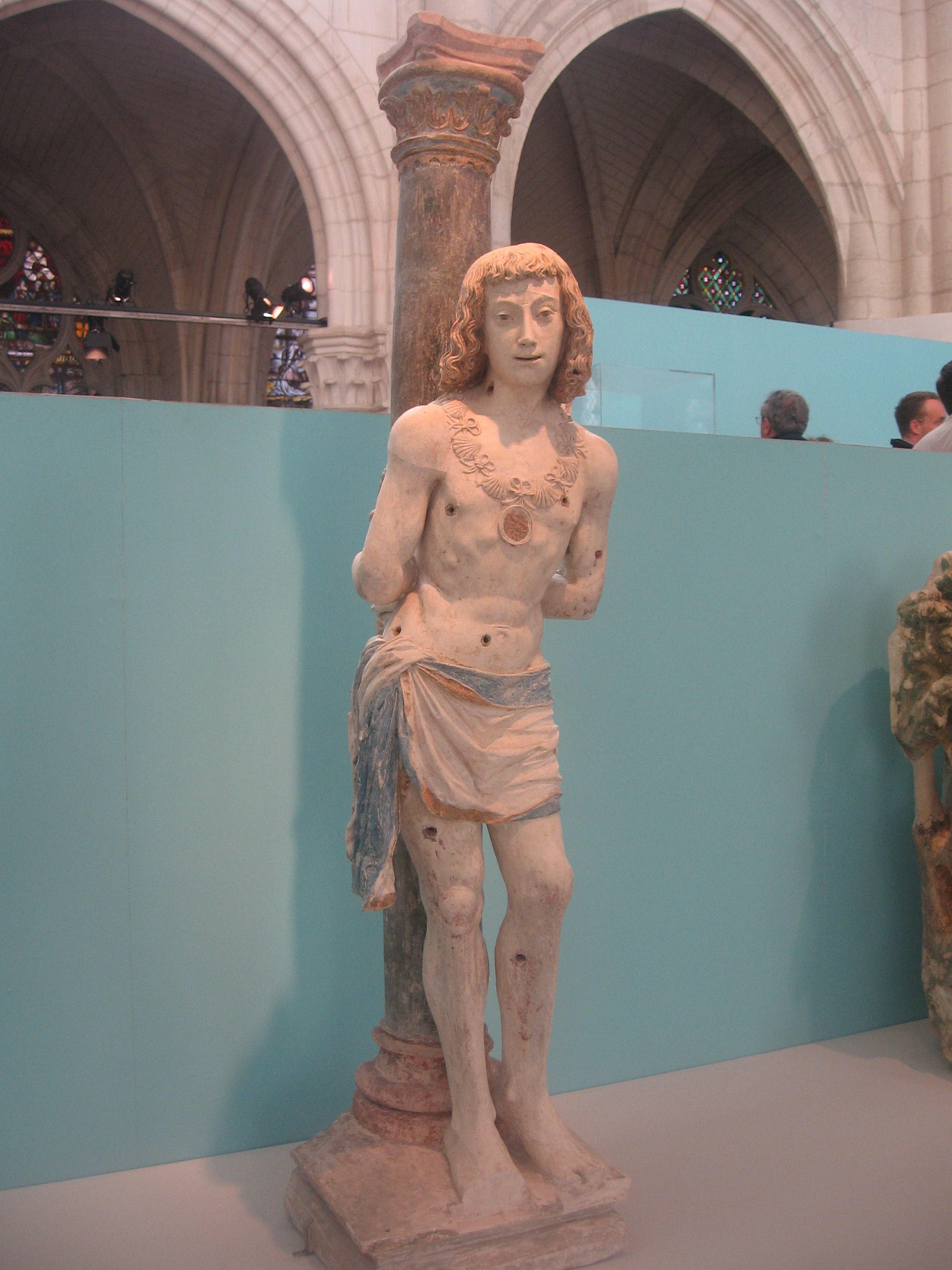
martyre de Sébastien[5],

## Historique
L'édifice a été édifié au XIIe siècle sous le vocable de saint Georges et a été remanié au XVIe siècle. Les statues de saint Jean-Baptiste et l'agneau et de saint Georges terrassant le dragon sont issues du prieuré Saint-Georges.
Il est inscrit au titre des monuments historiques en 1993.